# Pătârlagele
Pătârlagele je město v župě Buzău v Rumunsku. Žije zde přibližně 6 300 obyvatel. Administrativně k městu náleží 14 okolních vesnic.

## Části
- Pătârlagele – 2 004 obyvatel
- Calea Chiojdului – 34 obyvatel
- Crâng – 520 obyvatel
- Fundăturile – 169 obyvatel
- Gornet – 6 obyvatel
- Lunca – 266 obyvatel
- Mănăstirea – 57 obyvatel
- Mărunțișu – 897 obyvatel
- Mușcel – 431 obyvatel
- Poienile – 223 obyvatel
- Sibiciu de Sus – 744 obyvatel
- Stroești – 10 obyvatel
- Valea Lupului – 377 obyvatel
- Valea Sibiciului – 193 obyvatel
- Valea Viei – 345 obyvatel